# Siniša Dobrašinović
Siniša Dobrašinović (ur. 17 lutego 1977 w Ivangradzie) – cypryjski piłkarz pochodzenia czarnogórskiego występujący na pozycji pomocnika.

## Kariera klubowa
Dobrašinović karierę rozpoczynał w 1997 roku w drugoligowym jugosłowiańskim zespole Rudar Pljevlja. W 1999 roku przeszedł do belgijskiego KSC Lokeren z Eerste klasse. W sezonie 1999/2000 rozegrał tam trzy spotkania. W 2000 roku odszedł do cypryjskiego Apollonu Limassol z Protathlima A’ Kategorias. W 2001 roku zdobył z nim Puchar Cypru. W 2002 roku przeniósł się do drużyny grającej w drugiej lidze słoweńskiej, NK Livar. Jej barwy reprezentował przez rok.
W 2003 roku Dobrašinović wrócił na Cypr, gdzie został graczem Digenisu Morfu, występującego w pierwszej lidze. W 2005 roku odszedł do innego zespołu tej ligi, Omonii Nikozja. Przez trzy lata rozegrał tam 75 spotkań i zdobył 10 bramek. Następnie grał w Anorthosisie Famagusta, greckim AO Kavala, a także cypryjskim Alki Larnaka.
W 2012 roku Dobrašinović podpisał kontrakt z kazachskim klubem Żetysu Tałdykorgan.

## Kariera trenerska
W 2015 roku Dobrašinović został objął stanowisko trenera greckiej drużyny Aris FC.

## Kariera reprezentacyjna
W reprezentacji Cypru Dobrašinović zadebiutował 10 października 2009 roku w wygranym 4:1 meczu eliminacji Mistrzostw Świata 2010 z Bułgarią. 10 sierpnia 2011 roku w wygranym 3:2 towarzyskim spotkaniu z Mołdawią strzelił pierwszego gola w drużynie narodowej.